# Triplane Turmoil
Triplane Turmoil (рус. триплановое безумие) — компьютерная игра в жанре аркада, в которой происходят сражения на самолётах времён начала XX века — трипланах. Игра возможно в двух режимах: одиночный (прохождение миссий) и многопользовательский (сражения между игроками).
Явилась ремейком игры Sopwith.

## Ход игры
Игрок в начале выбирает страну, за которую будет воевать: будь то многопользовательский или одиночный режим. Как правило, самолёты разных наций отличаются друг от друга по различным параметрам (скорость, количество боеприпасов, горючего, уязвомость и т. д.), но в многопользовательском режиме можно сделать все самолёты идентичными по характеристикам.
Нации обозначаются следующими цветами:
- Япония — жёлтый
- Германия — красный
- Финляндия — синий
- Англия — зелёный

Управление самолётом осуществляется с помощью включения/выключения двигателя, подъёма/опускания носа самолёта и переворота (необходим для того, чтобы, описав дугу, изменить направление полёта по горизонтальной оси). Вылет за верхнюю границу экрана бросает самолёт в пикирование, из которого, однако, в некоторых случаях можно выйти (точный способ неизвестен).
Столкновения с землёй, водой, строениями и другими самолётами (в одиночной игре или при наличии таковой опции в многопользовательской) ведёт к уничтожению самолёта игрока. Обломки, остающиеся от самолётов, способны причинить вред другим самолётам.
На борту каждого самолёта есть пулемёт, бомбы и запас горючего. Перед тем, как самолёт покинет ангар, игрок способен изменить количество тех или иных припасов: чем меньше несёт самолёт, тем он быстрее движется, тем он маневренней.
Действие разворачивается на нескольких уровнях:
- Пустыня
- Острова
- Пещеры
- Город
- Снег
- Лес

Уровни различаются ландшафтом.
Помимо самолётов в игре также есть строения, природные объекты, солдаты и противовоздушные орудия.

## Одиночный режим
Режим прохождения миссий. Каждая нация обладает определённым набором миссий (зачастую сходных по цели у различных наций) в количестве 6 штук. Наиболее распространённые сценарии:
- Уничтожение определённого объекта(ов) (лагеря, орудия, солдат)
- Воздушный бой (столкновение со вражескими самолётами)
- Сохранение дружественного объекта(ов)
- Сопровождение дружественного самолёта
- Безопасная посадка

Зачастую цели комбинируются.
Перед началом прохождения миссии игроку даются указания и план карты с отмеченными целями.
В одиночной игре нельзя поменять опции: игроку придётся летать с ограниченным запасом оружия (а иногда и с нулевым) и топлива, самолёты разных наций обладают уникальными неусредняемыми свойствами, количество допустимых смертей ограничено.
За прохождение миссий начисляются очки; за все шесть миссий, пройденных за одну нацию, в личном деле появляется медаль.
Разрешение в одиночном режиме — только 640х480. Другие самолёты отмечены точками по краям экрана, экран по мере движения движется в сторону за самолётом игрока.

## Многопользовательский режим
В этом режиме могут участвовать как живые игроки, так и компьютерные (вплоть до того, что компьютер играет сам с собой). Цель, как правило, состоит в том, чтобы достигнуть определённого количества фрагов (полученных от общего числа уничтоженных врагов, из которого вычтено количество самоубийств). Либо же набрать максимальное число фрагов за отведённое время.
Возможно два вида экрана в этом режиме:
- 640х480 — каждому самолёту отведена четверть экрана, положение других самолётов обозначается точками по сторонам отведённой игроку части экрана.
- 800х600 — экран стационарный, разделён на три полосы, переход из одной в другую осуществляется путём вылета за левый или правый край полосы (за исключением верхнего левого края и нижнего правого: там перехода нет).